# Арабат
Арабат (крим. Arabat, від арабського «рабат» — «військовий пост»), також Ребат, Орботек, Арбаутук, Арабаток, Горбаток — місцевість, розташована на північному березі перешийка, що сполучає Крим з Керченським півостровом, на південному початку піщаної коси, що відділяє Сивашську затоку від Азовського моря і яка носить назву Арабатська стрілка. Арабатська фортеця (крим. Arabat Qale) — єдина татаро-османська фортеця на Азовському узбережжі, була збудована за два кілометри на північний захід від села Ак-Монай. Разом з Перекопською фортецею та фортецею Єні-Кале прикривала Крим з півночі та сходу від ворожих нападів.

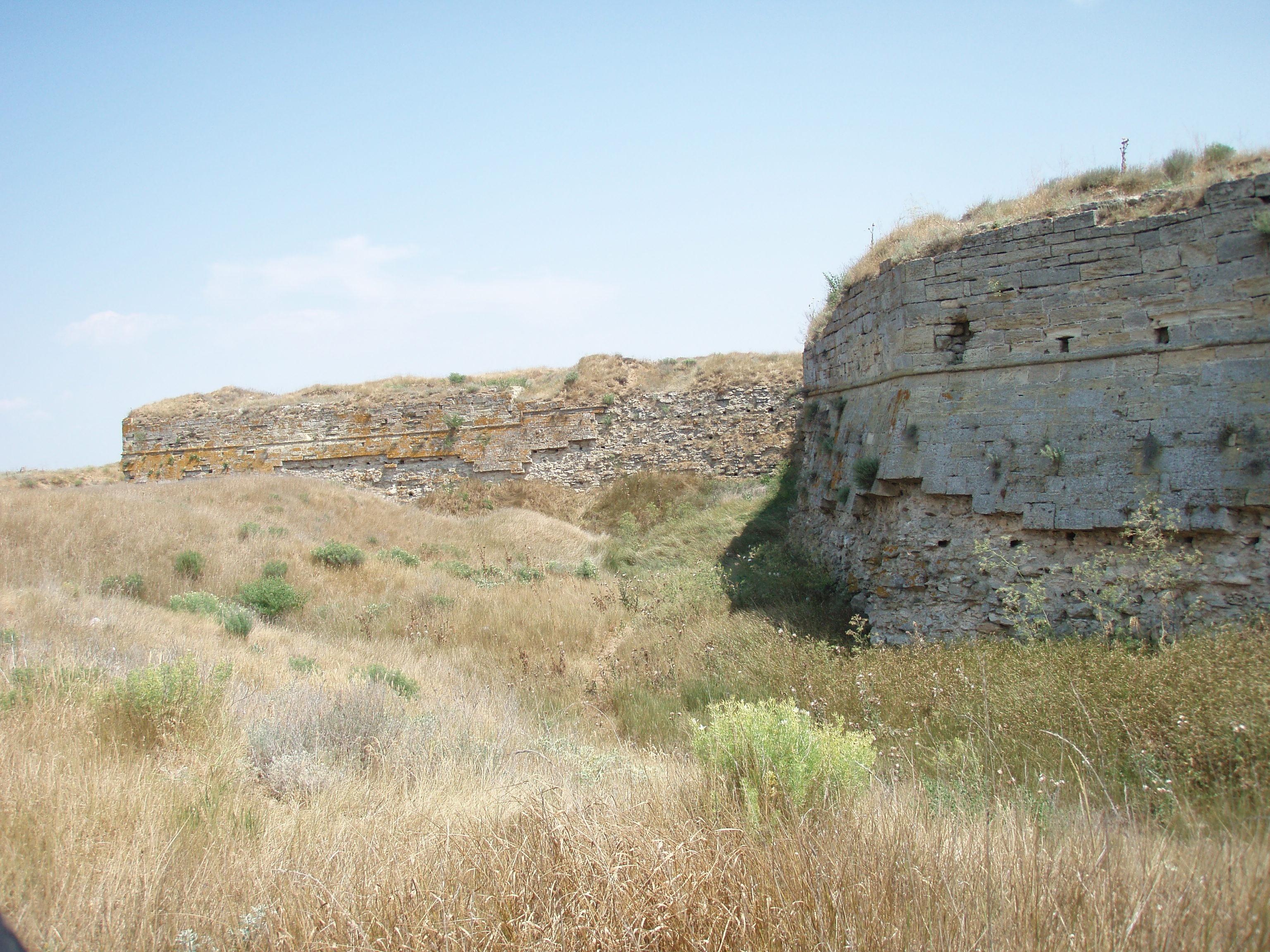
Фортеця Арабат.

## Історія
Вперше фортеця Арабат згадується в книзі «Опис України» французького військового інженера і відомого картографа Гійома Левассера де Боплана, яка була надрукована в Руані, у друкарні Жака Кайуе 1651 р. Проте вже на карті Південної Сарматії 1526 р. Бернарда Ваповського справа від гирла р. Цурюк-Су позначений Арабат (Arbath). Згадує її також Евлія Челебі в своїй «Книзі Подорожей» під час свого візиту в Крим в 1665–1666 рр. Він же передає легенду про заснування фортеці. Згідно з нею, декілька козаків втекло з кримської неволі по косі на землі Північного Приазов'я. Тут вони зустріли калмиків і домовилися з ними про спільний напад на землі кримських татар, перейшовши через протоку Тонкі води, що розділяє суходіл та косу. Спочатку напад був вдалим, козаки і калмики захопили багато худоби та іншої здобичі, але згодом Мехмед II Ґерай з військом наздогнав нападників і знищив їх усіх. Після цього і була збудована фортеця (Челебі називає її «баштою»), яка мала перекрити шлях козакам в Крим через косу. Опосередковано підтверджує легенду і Боплан. У своїй книзі він пише про крадіжки козаками татарських коней по косі як про щось звичне і буденне. Так, у жовтні 1668 року запорозький кошовий отаман Іван Ждан-Ріг взяв Арабат штурмом і знищив усіх, хто там знаходився. В 1739 році знову відзначилися козаки, на чолі яких стояв полковник Онисим Білий. За свідченням сучасників, полк Білого провів російські війська через Сиваш під час відпливу і допоміг захопити Арабатську фортецю. В 1771 році Арабат знову впав, не витримавши штурму російської армії під командуванням В.М. Долгорукова. Після анексії Криму Російською імперією в фортеці перебував невеликий гарнізон, але стіни та будови старіли, занепадали. В Кримську війну 1853–1856 років фортецю оновили, облицювали стіни тесаним вапняком. Гарнізон укріплення (два батальйони), озброєний 17 гарматами, успішно перешкоджав висадці десантів на Арабатську стрілку та утруднював плавання ворожих суден в Азові. Після Кримської війни гарнізон з фортеці був виведений, і з 1856 року Арабат був позбавлений міського статусу.

## Опис фортеці

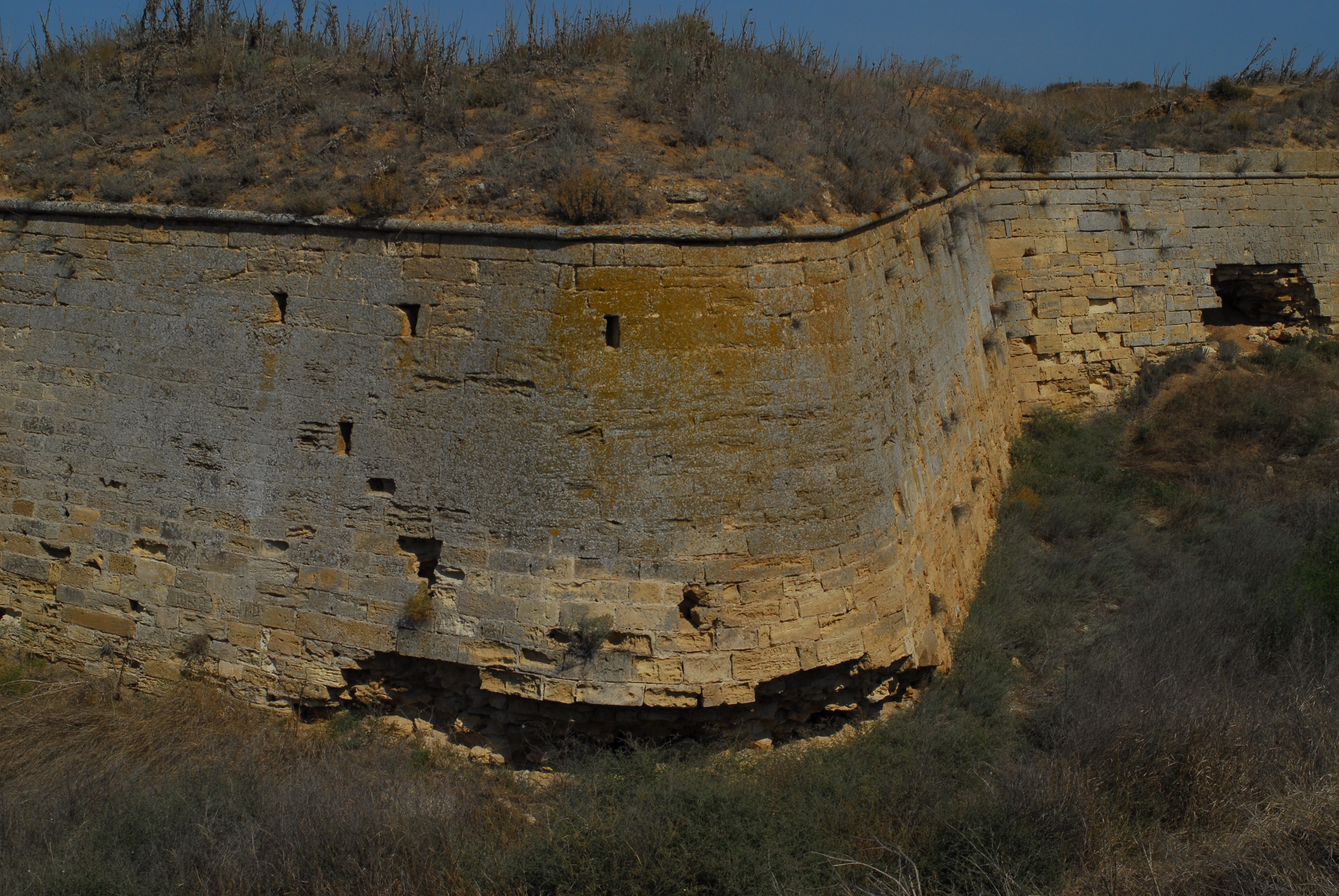
Бастіон зі сторони моря

В плані фортеця — неправильний багатокутник з потужними, триметрової товщини, оборонними стінами, двома воротами (Головні ворота та Морські ворота), п'ятьма бастіонами та глибоким ровом, що оточує її складний периметр. Рів, можливо, заповнювався морською водою через з'єднувальний канал. В комплекс фортеці входили також земельний вал, зроблена за кілометр на північ від фортеці кам'яна пересип з палями, вбитими в ґрунт впоперек коси — від Азовського моря до Сиваша, дальні батареї, оточені земляними та кам'яними валами на підступах з Керченського та Генічеського боків. Поблизу фортечних стін з південно-західного боку існував невеликий форштадт. Всередині Арабату розміщувались порохові погреби, мечеть, лазня. Був зсередини і вихід в рів. Мала фортеця і пристань: в першій половині XVIII ст. (і, можливо, в XVII ст.) тут і вздовж узбережжя від Арабата до мису Казантип були стоянки турецького флоту.
 В 1850-х рр. морська лоція говорить про цю остаточно залишену фортецю : 
«Рови, контрфорси і мечеть з куполом ще збереглися; остання відкривається з моря за 10 миль і вказує мореплавцям місце Арабата … Біля берега видніються палі колишньої пристані і колодязь, проте вода в ньому зовсім солона».

## Військове значення
Згідно з Петром Кеппеном, Арабат існував ще до появи османів у Криму. «Турки, заволодівши силою зброї Кафою (Феодосією), залишили за собою це місто і укріплені місця Керч, Єні-Кале, Арабат, Перекоп, Мангуп, Інкерман і Балаклаву». Дійсно, не зважаючи на те, що фортеця знаходилася на території, яка належала Кримському ханству, Арабат входив до складу Кафинського ейялету, який підпорядковувався безпосередньо султану Османської імперії. 
Військове значення фортеці Арабат далеко не таке однозначне, як випливає з твердження того ж Челебі: «після спорудження цієї високої башти козаки і калмики навіть перестали згадувати назву Крим і забули про нього».
Факти ж свідчать, що в 1647, 1648, 1675, 1678, 1737 роках козацькі загони, а пізніше і російські війська досить успішно воювали в північно-східному Криму поблизу Арабата. Запорозькі козаки просто переправлялися через Сиваш в певних місцях вбрід, чи, як російські війська фельдмаршала Лассі в 1737 році, використавши човни як міст. Іван Сірко декілька раз воював в Криму, переправляючись через Сиваш поодаль від фортець Перекоп і Арабат.

## Про Арабат

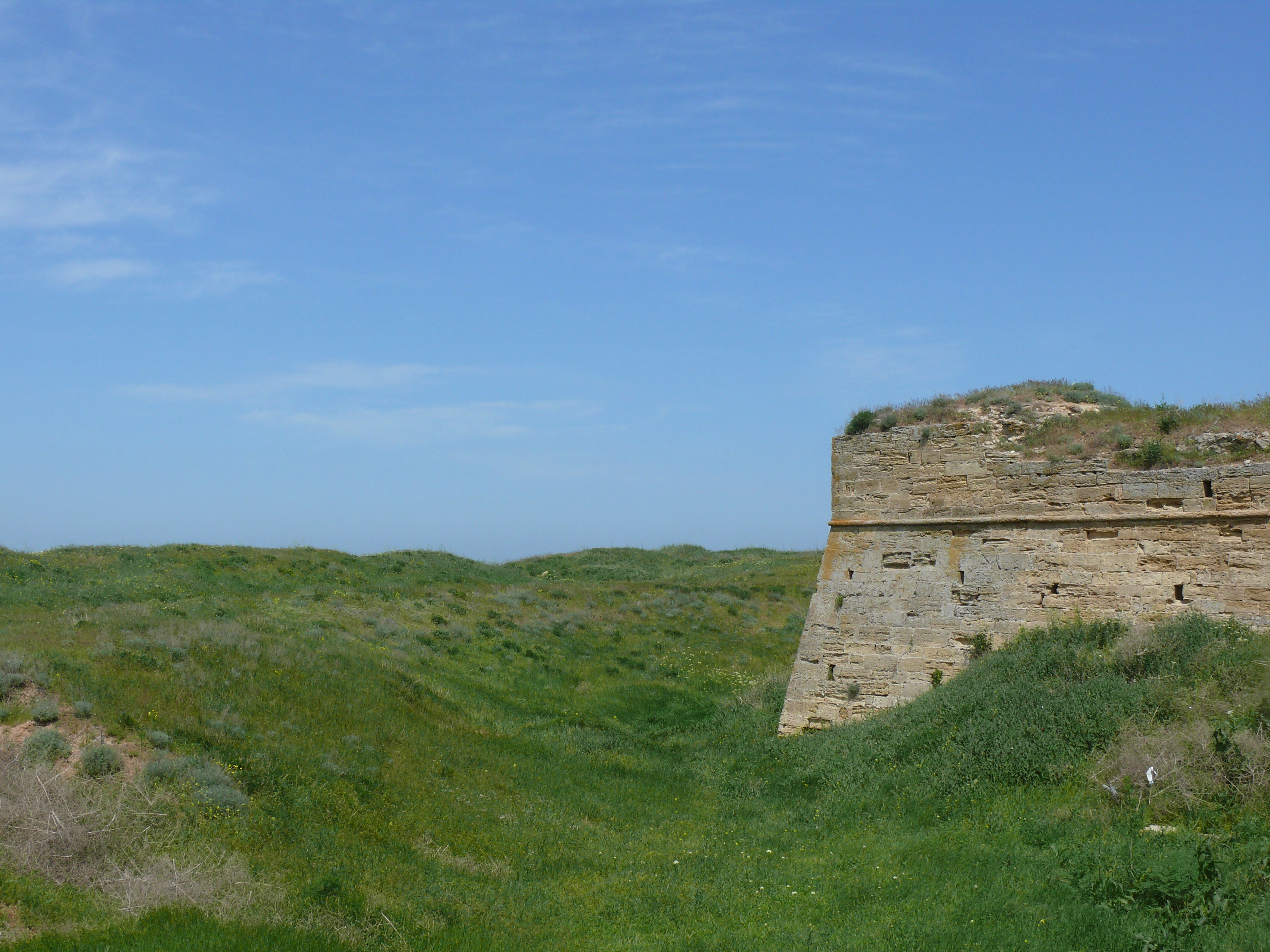
Один з бастіонів Арабатської фортеці

Боплан писав: Арабат [Arabat] або Орботек [Orbotec] — це кам'яний замок з баштою, розташований на перешийку півострова, що замкнутий між морем Лиман [la mer de Limen] i Тонкою Водою [Tineka Woda] . Ця горловина не ширша за одну восьму льє, де від одного моря до іншого тягнеться частокіл. Наші козаки називають півострів Косою [Kosa], тому що він має вигляд коси. У цьому місці хан тримає свій табун, у якому, як кажуть, є до 70 тис. коней.
Тонка Вода [Tinkawoda] — це протока між суходолом і Косою. Має лише 200 кроків у ширину, і в штиль її можна перейти верхи на конях. Козаки переходять її табором, коли йдуть красти коней з ханського табуна, про що ми невдовзі напишемо".''
Евлія Челебі писав: 
«Це величезна споруда — башта в формі кола міцно збудована…Розмір її становить сто п'ятдесят широких кроків. Знаходиться там комендант замку і сто п'ятдесят солдат, прекрасна зброярня і чудові гармати в бійницях…На підвищенні стоять залізні ворота, що звернені до Криму, і гарна башта зі склепінчастим дахом, який вкритий дошками».